# チンブー族
チンブー族（-ぞく、Chimbu）は、パプアニューギニアに住む少数民族。

## 居住地
海抜4,500m級の山々がそびえるチンブー、ワギ、コロニグルの3渓谷に住んでいる。

## 生活
主要作物は2,400mの高さまで栽培可能なサツマイモだが、進んだ栽培技術を持つ。換金作物としてコーヒーの栽培が始められ、経済的な発展を遂げている。また、ブタを飼っており、部族間の取引も盛んである。
海岸地方や高地の白人プランテーションに契約労働者として出稼ぎに出たものが多いため、西欧的な生活様式や考え方に馴染んでいる。
氏族ごとに部落を作り、男子は男子集会所で起居をともにする。

## 宗教
宗教はカトリックとプロテスタントがほぼ同数である。